# Франкфорд (Міссурі)
Франкфорд (англ. Frankford) — місто (англ. city) в США, в окрузі Пайк штату Міссурі. Населення — 343 особи (2020).

## Географія
Франкфорд розташований за координатами 39°29′36″ пн. ш. 91°19′16″ зх. д. / 39.49333° пн. ш. 91.32111° зх. д. (39.493252, -91.321010).  За даними Бюро перепису населення США в 2010 році місто мало площу 1,36 км², з яких 1,35 км² — суходіл та 0,00 км² — водойми.

## Демографія
Згідно з переписом 2010 року, у місті мешкали 323 особи в 142 домогосподарствах у складі 91 родини. Густота населення становила 238 осіб/км².  Було 171 помешкання (126/км²).
Расовий склад населення:
| - 95,0 % — білих - 1,9 % — чорних або афроамериканців - 0,6 % — корінних американців |

До двох чи більше рас належало 2,2 %. Частка іспаномовних становила 0,9 % від усіх жителів.
За віковим діапазоном населення розподілялося таким чином: 22,0 % — особи молодші 18 років, 62,5 % — особи у віці 18—64 років, 15,5 % — особи у віці 65 років та старші. Медіана віку мешканця становила 40,1 року. На 100 осіб жіночої статі у місті припадало 119,7 чоловіків;  на 100 жінок у віці від 18 років та старших — 98,4 чоловіків також старших 18 років.
Середній дохід на одне домашнє господарство  становив 45 607 доларів США (медіана — 41 250), а середній дохід на одну сім'ю — 48 593 долари (медіана — 50 833). Медіана доходів становила 37 361 долар для чоловіків та 40 429 доларів для жінок. За межею бідності перебувало 27,0 % осіб, у тому числі 57,5 % дітей у віці до 18 років та 12,2 % осіб у віці 65 років та старших.
Цивільне працевлаштоване населення становило 215 осіб. Основні галузі зайнятості: виробництво — 18,6 %, освіта, охорона здоров'я та соціальна допомога — 18,1 %, сільське господарство, лісництво, риболовля — 14,9 %.